# Сікерковський міст

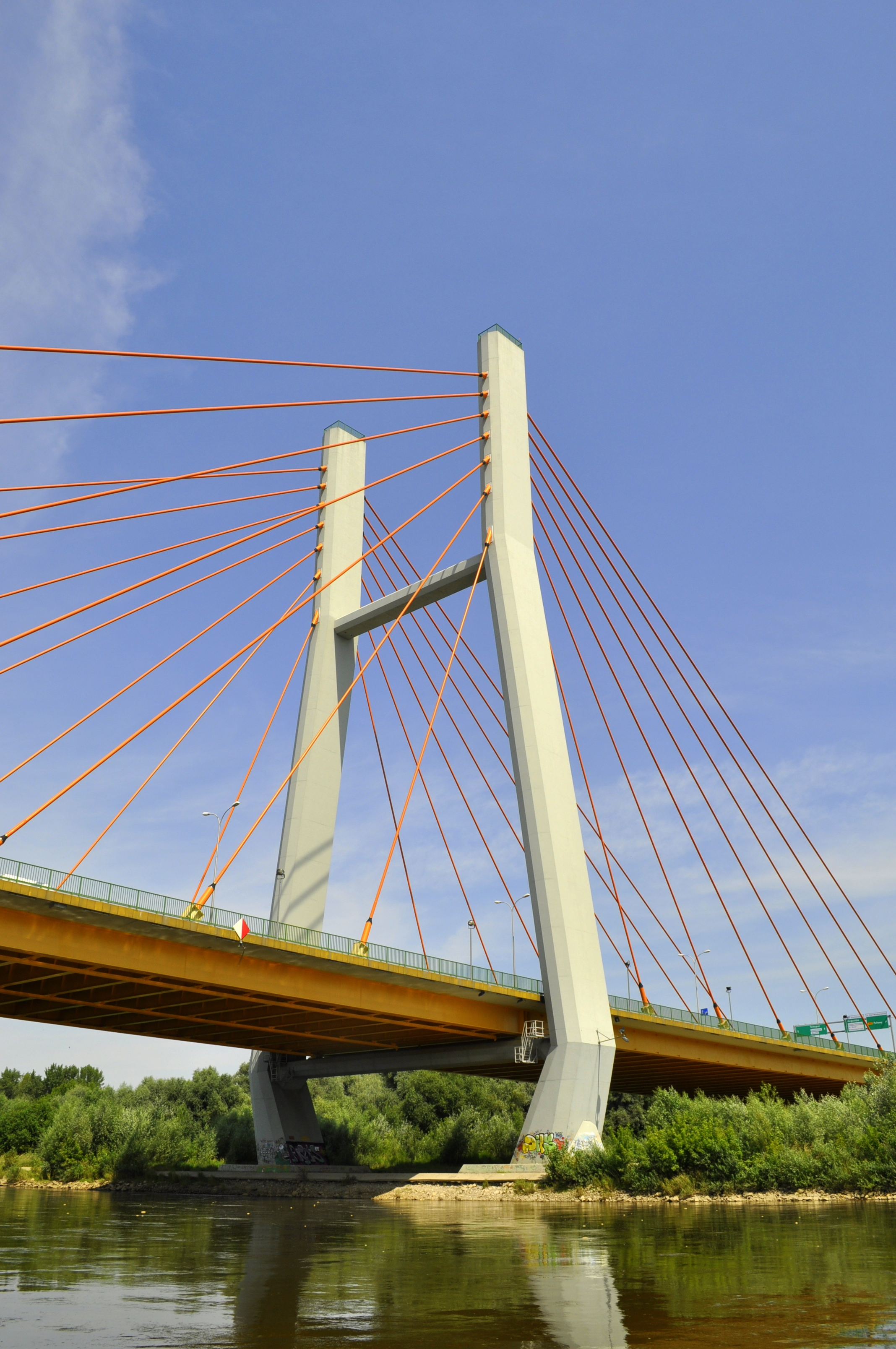
Пілон Сікерковського мосту

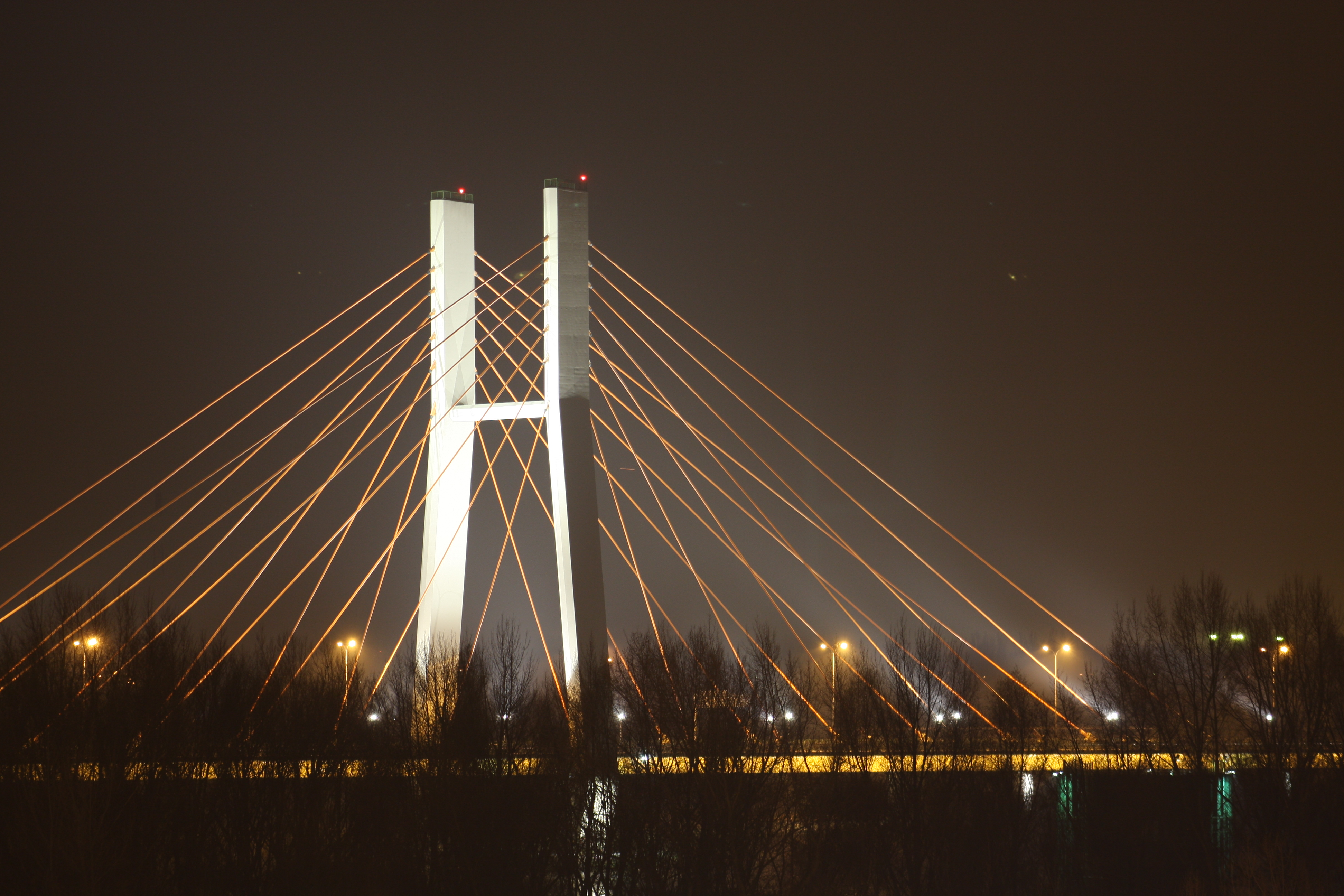
Сікерковський міст вночі, західний пілон

Сікерковський міст — вантовий міст у Варшаві, частина Траси Сікерковської. Сполучає Мокотув з Прагою-Полуднє і Вавером.
Зі сторони Мокотова до мосту веде Алея Юзефа Бека , а з боку Праги-Полуднє та Ваверу — алея ген. Б Вєняви-Длугошовського .

## Історія
Перші плани будівництва Сікерковського мосту були ще до Другої світової війни . Довоєнні плани передбачали можливий перебіг вулиць уздовж планованої південної залізничної об’їзної дороги Варшави. Його слідом є, наприклад, ширина вулиці Біловезької, яка спочатку утворилася в результаті об’єднання наприкінці 1950-х років вулиць Рембертовська (ліквідована) та Біловезька. Його часто сприймають як начерк запланованої «Траси Сікерковської». Насправді цей район на той час не розглядався як містобудівний. Тут був запланований аеропорт у Гоцлаві, а міст Понятовського був основним мостом протягом багатьох років і до нього планувалося під’єднати, наприклад, вулицю Остробрамську.
Міст збудовано як головний елемент Траси Сікерковської, яка з’єднує розв'язку на перехресті вулиць Черняковська та Вітоса в Мокотові з розв’язкою "Марса" (Marsa): перехрестям вулиць Остробрамська, Марса та Пловецька в Ґоцлавку. Він також дозволяє доїхати з лівого берега Вісли до таких житлових масивів: Ґоцлав, Саска Кемпа, Грохув, Ляс, Зежень, Новий Вавер та виїхати в напрямку Любліна та Тересполя, минаючи центр міста – а також виїхати звідти на захід. Планується також Траса Ольшинкі Гроховської, яка з’єднає міст із другою кільцевою дорогою Варшави, а також дозволить виїзд в напрямку Білостоку.
Введений в експлуатацію 21 вересня 2002 року . Його будівництво, включаючи під’їзні шляхи, тривало 2 роки. У відкритті взяли участь, серед інших: Президент Республіки Польща Олександр Квасневський, прем’єр-міністр Лешек Міллер, спікер Сейму Марек Боровський, віце-спікер Сенату Казімеж Куц та багато варшав’ян.
З 1 січня 2014 року  до 20 грудня 2021 року (відкриття тунелю S2 під Урсинувом)  через міст проходила національна дорога № 2, яка є частиною європейського маршруту E30.
Згідно з даними Столичного Управління муніципальних доріг (Stołeczny Zarząd Dróg Miejskich), у 2018 році через Сікерковський міст проїжджало в середньому 105 665 транспортних засобів на день . Це був третій (після мостів Стефана Грота-Ровецького та Лазєнковського) за кількістю транспортних засобів серед восьми мостів у Варшаві .

## Технічні дані
Вся конструкція мосту підвішена на двох Н-подібних пілонах. Висота пілонів 90,00 і 90,06 метрів відповідно. У кожній вітці обох 90-метрових пілонів мосту є по два ліфти, призначені для технічного обслуговування. Ліфти піднімаються на висоту 62 метри. Далі – металева драбина, вставлена всередину бетонної опори пілона. До пілонів прикріплено 56 опорних канатів  загальною довжиною 5300 метрів. Вони пофарбовані в помаранчевий колір, щоб захистити птахів від зіткнень.
Міст не має жодної опори в річці. На обох берегах річки розташовані металоконструкції, які витримують тиск 3300 тонн. Кожна опора встановлюється на палі діаметром 1500 мм і довжиною до 30 метрів. Міст розрахований на клас навантаження А. Під час випробування навантаженням у серпні 2002 року він витримав 940 тонн за раз.
Міст складається з двох проїзних частин по три смуги в кожному напрямку. Між ними проходить розділяюча полоса шириною 2 метри. Максимальна швидкість - 80 км/год. Для пішохідного та велосипедного руху збудовано тротуари шириною від 3,00 до 5,19 метрів.
Це другий міст, після Свєнтокшиського, який був пристосований для їзди на велосипеді одразу на фазі планування.
Головним проєктувальником Сікерковського мосту був Стефан Філіпюк. Керівником будівництва був Єжи Богачик (він також керував будівництвом мосту Грота-Ровецького). Головним підрядником є компанія Mostostal Warszawa, яка вже мала досвід у будівництві мостів - побудувала багато з них за кордоном, а також усі наявні у Варшаві. Пілони виготовила фірма «Варбуд» (Warbud) .